# Chrysopa perla
Обыкновенная златоглазка (лат. Chrysopa perla) — вид сетчатокрылых насекомых из семейства златоглазок.

## Описание
Длина 13—14 мм, размах крыльев 20—30 мм. Златоглазка радостная окрашена в голубовато-зелёный цвет и имеет чёрное «кольцо» на голове. Также имеются чёрные пятна на спине.

## Распространение
Вид широко распространён на большей части Европы и в умереной зоне Азии.

## Среда обитания
Эти насекомые предпочитают прохладные и тенистые места, в основном в лиственных лесах, влажных лесах, на опушках лесов, в рядах живых изгородей, на лугах и в кустарниках.

## Биология
Имаго встречаются с мая по август. Взрослые насекомые — хищники, питающиеся в основном тлями, иногда цветочным нектаром.
Самки обычно откладывают яйца вблизи колоний тли. Личинки — также хищники, питающиеся в основном тлями (Aphididae), кокцидами (Coccidae) и гусеницами (Pieris brassicae, Autographa gamma). Зимует имаго.
Этот хищный вид, который питается тлей на протяжении всего своего развития; может быть использован для борьбы с тлей в сельском хозяйстве. Личинка перед окукливанием способна суммарно съесть более 500 тлей, однако взрослая особь, которая также питается нектаром, только за первые две недели жизни может съесть вдвое больше.

## Галерея

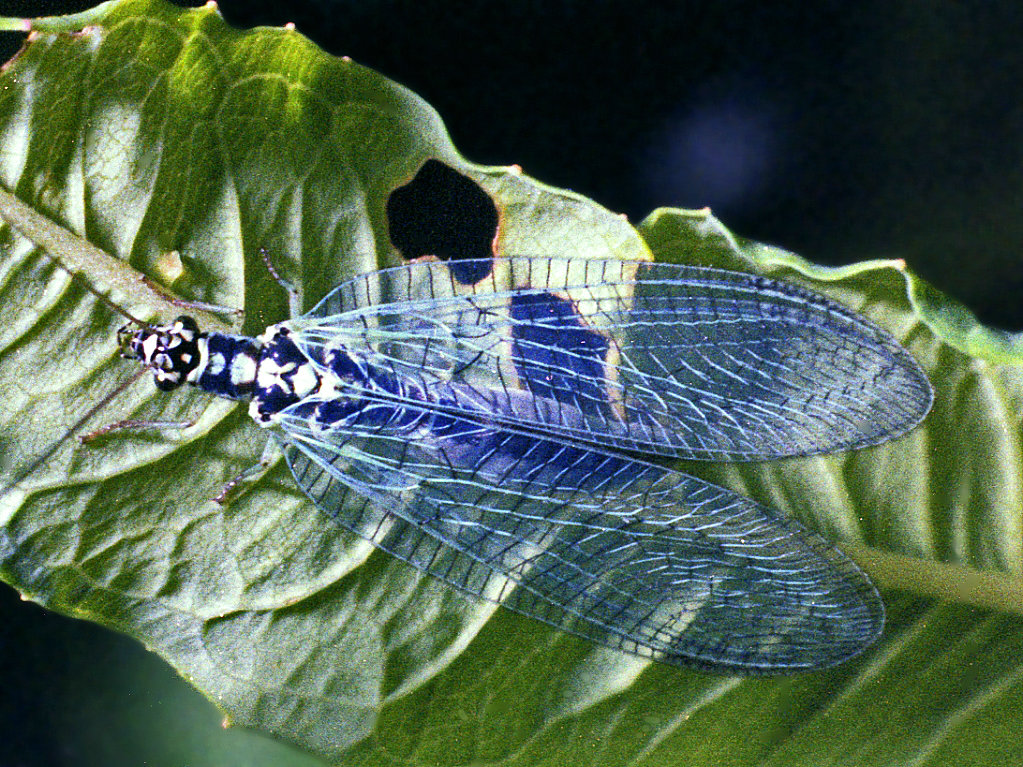
Вид сверху
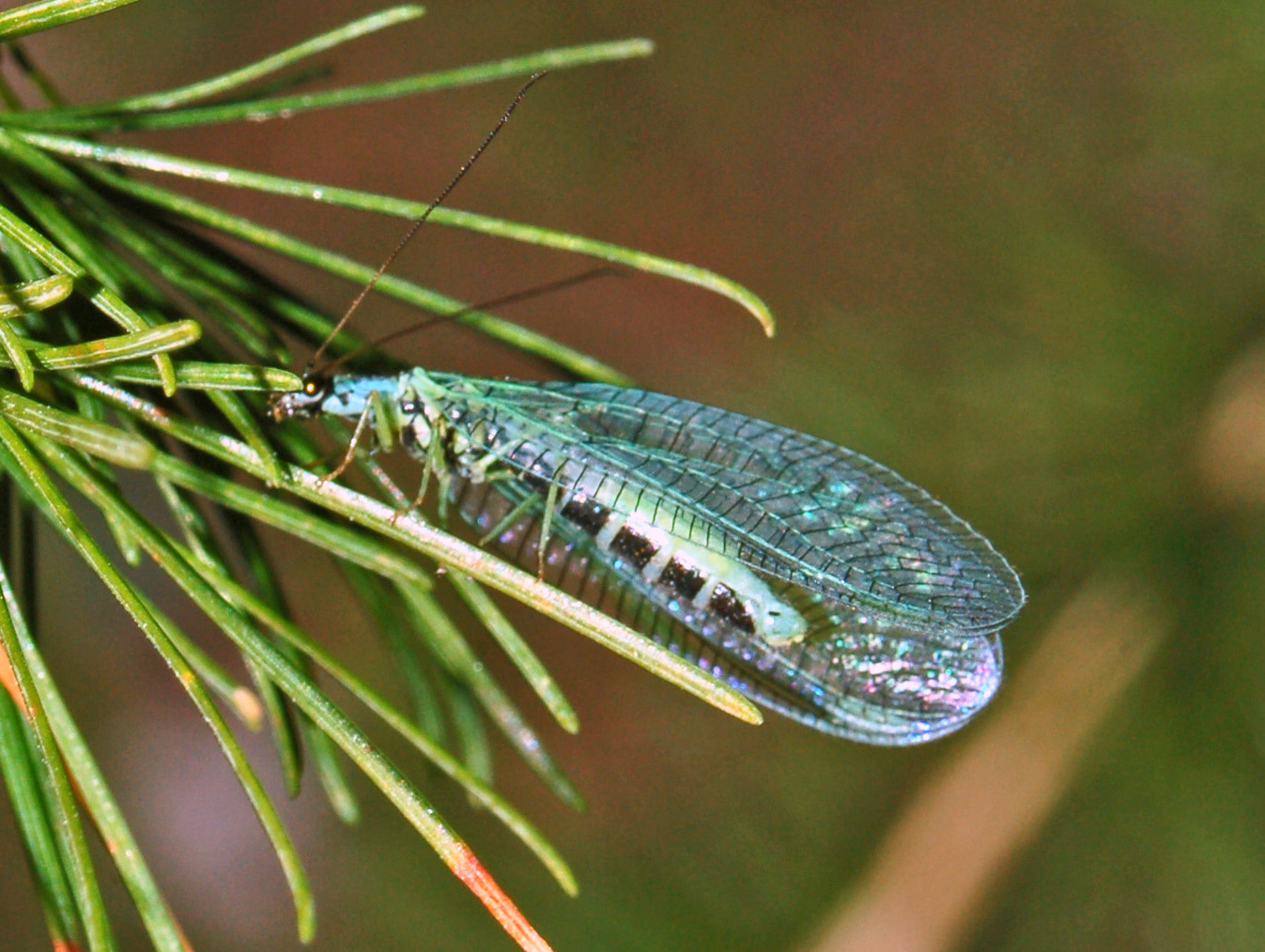
Самка. Вид сбоку
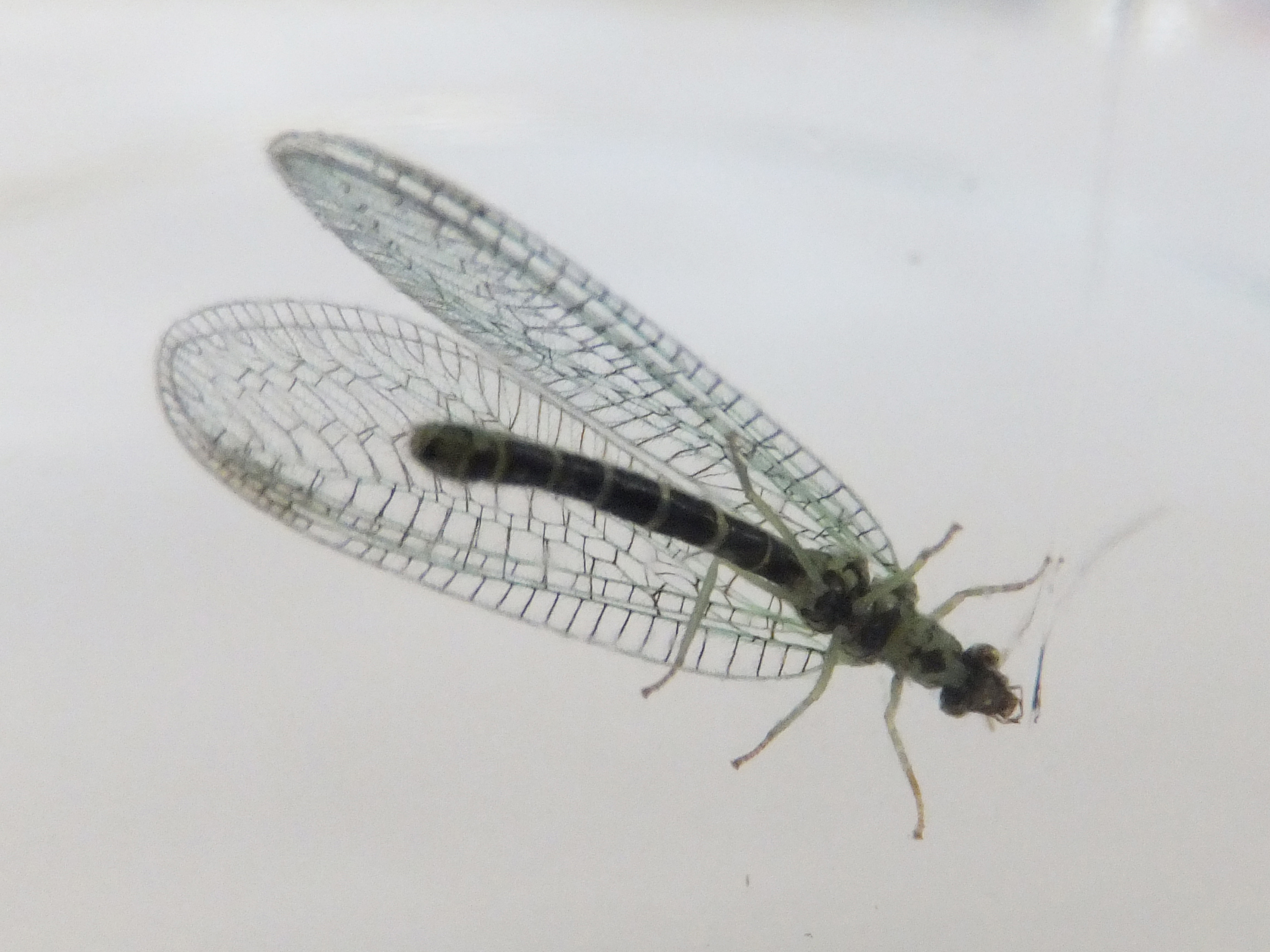
Вид со стороны брюшка
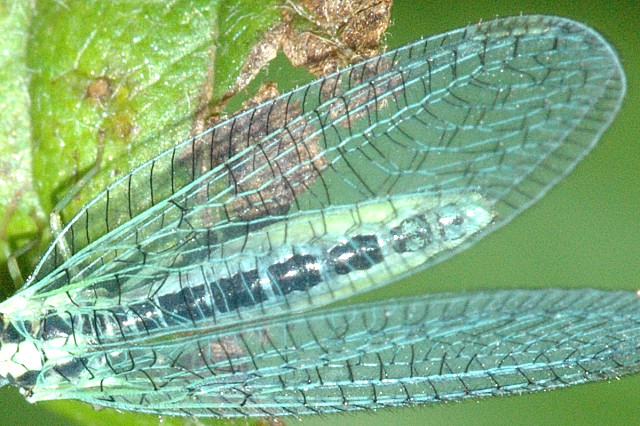
Детали крыла
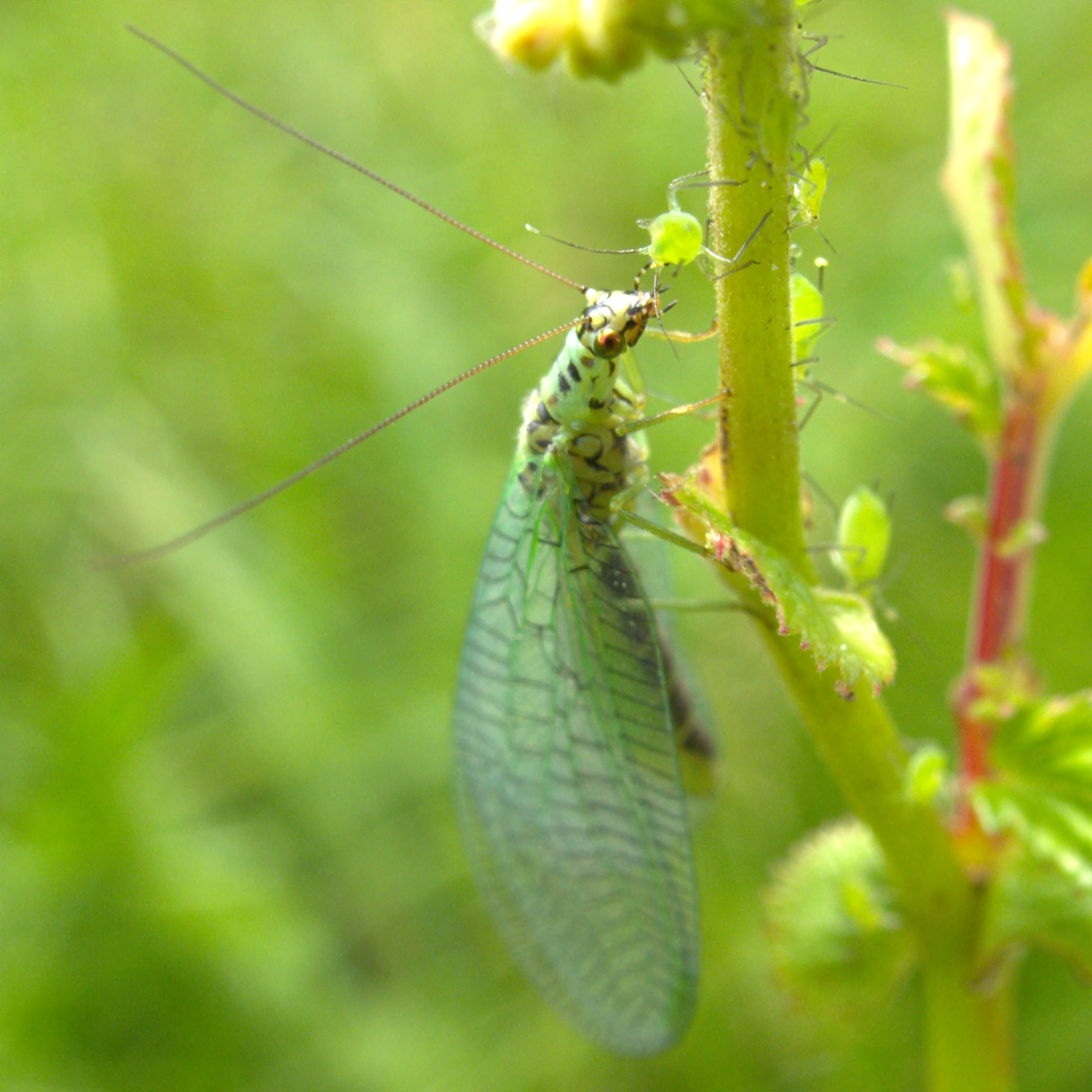
Поедание тли
- Видео